# ISO 9362
El BIC és un codi d'identificació per a bancs. Els codis estan regularitzats per la norma ISO 9362. Aquest codi s'utilitza, entre altres coses, per a les transferències bancàries internacionals.
El BIC té l'estructura següent: AAAABBCC, en què:
- AAAA és el codi del banc (lletres)
- BB és el codi de l'estat (lletres)
- CC és el codi de la zona geogràfica (lletres i/o números)